# Victor De Behr
Victor De Behr foi um jogador de polo aquático belga, medalhista olímpico.
Victor De Behr fez parte do elenco medalha de prata de Paris 1900. Era membro do Brussels Swimming and Water-Polo Club.